# محمد بن اسماعیل علوی
مولای محمد بن اسماعیل که بیشتر به محمد ولد عربیه شهرت دارد، پسر اسماعیل بن شریف و متولد سال ۱۶۹۴ در مکناس است. او از دودمان علوی بود و در ۸ اوت ۱۷۳۶ با کنار زدن برادرش عبدالله به سلطنت رسید. برادرش مستضی او را از سلطنت در ۱۸ ژوئن ۱۷۳۸ فرونشاند و دیگر اطلاعاتی از آن پس از محمد وجود ندارد.